# Leptobrachella brevicrus
Leptobrachella brevicrus är en groddjursart som beskrevs av Dring 1984. Leptobrachella brevicrus ingår i släktet Leptobrachella och familjen Megophryidae. IUCN kategoriserar arten globalt som sårbar. Inga underarter finns listade i Catalogue of Life.